# Damalis infuscata
Damalis infuscata là một loài ruồi trong họ Asilidae. Damalis infuscata được Joseph & Parui miêu tả năm 1984. Loài này phân bố ở miền Ấn Độ - Mã Lai.